# Vikingek Galiciában

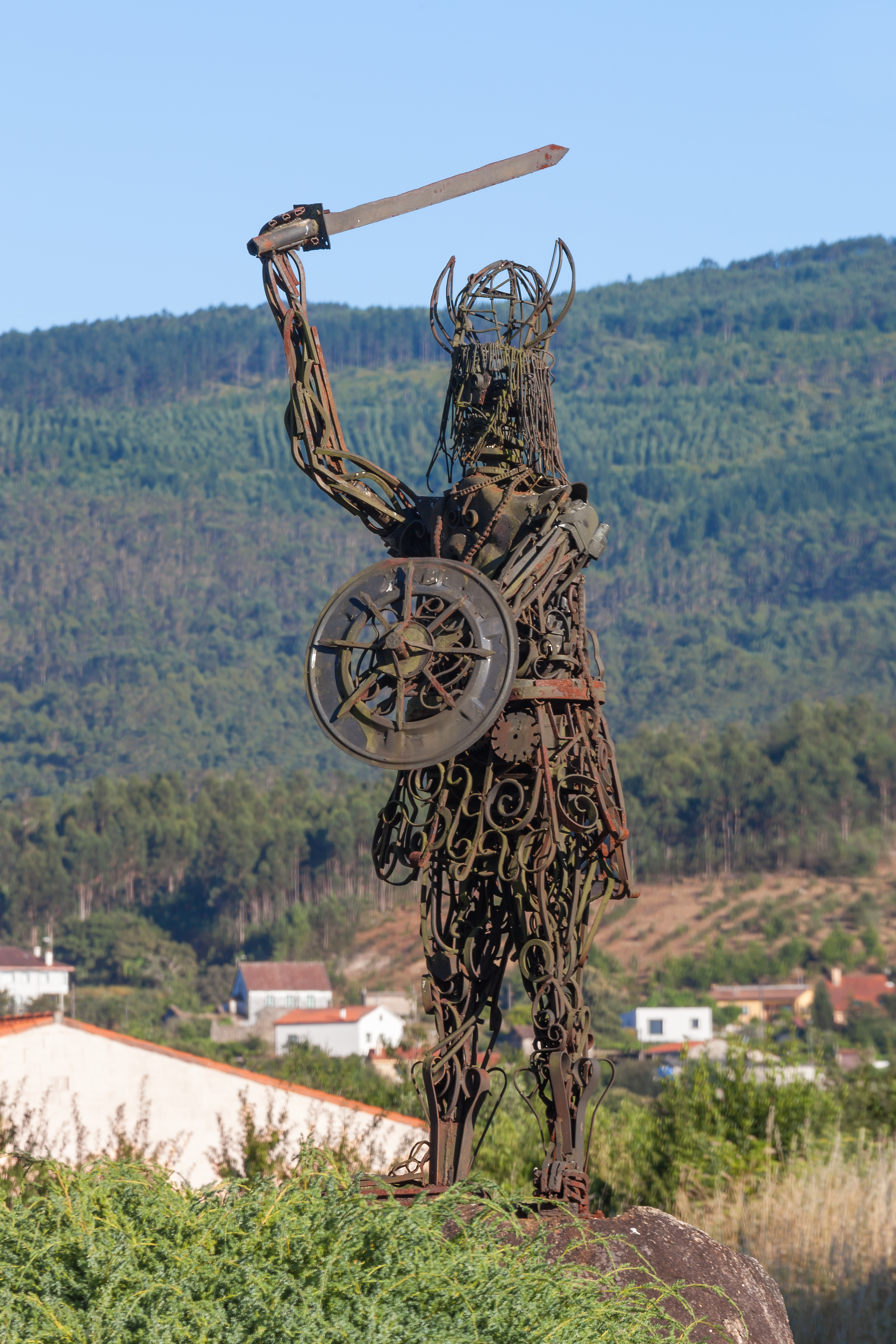
Viking harcost ábrázoló szobor a Pontevedra tartománybeli Catoira községben

A középkor első évszázadaiban jelentős katonai erőt összegyűjtő vikingek nem csak Britanniába, az Ír-szigetre, Normandiába és Bretagne-ba jutottak el, hanem a 9. századtól kezdve az Ibériai-félsziget északnyugati részén fekvő Galiciába is, sőt, még néhány, a Földközi-tenger partján fekvő városban is fosztogattak. A mintegy 200 éven át ellenséges viszony később barátira fordult, és a skandinávok is többször elzarándokoltak Santiago de Compostelába, ami által a galiciai kultúra nyomot hagyott az északi kultúrában is.

## Történet
Ezekben a századokban a Galiciai Királyság jelentős európai hatalomnak számított, egy 1159-es leírás például Bizánc és Germánia mellett Galiciát tartotta a három legjelentősebb birodalom egyikének. Ez a gazdagság vonzotta ide a viking hajósokat, akik több rajtaütést hajtottak végre a parti városokon: támadás után gyorsan visszavonultak, többnyire bőséges zsákmánnyal. Az első ilyen, bár még főként felderítő jellegű rajtaütésre Ramiro királysága idején, a 9. században került sor. Az első hajók 846-ban jelentek meg, de több kisebb támadás után A Coruñánál a védők visszaverték őket. A korabeli leírások megemlítik, hogy a normann harcosok „pogányok és kegyetlenek”. 850 és 866 között a vikingek már szervezett támadást indítottak, mintegy 100 hajóval kikötöttek a mai Padrón községben található Iria Flaviánál, az akkori gazdag püspöki központnál, majd elindultak (Santiago de) Compostela felé. Ott aranyat követeltek cserébe azért, hogy ne pusztítsák el a várost, de a védő sereg megfutamította őket, 38 hajójukat elsüllyesztve. Ez a támadás volt a fő oka, hogy Iria Flaviából a püspöki székhelyet a biztonságosabb Compostelába költöztették.
A 9. századi támadást még több követte. A negyedik, az utolsó, 1038-ban történt. Ezen rajtaütések résztvevői főként a mai Norvégia, Dánia és az Orkney-szigetek területéről érkeztek. A viking támadásokat nem csak a skandináv és a gallegó leírások, hanem arab és spanyol dokumentumok is megemlítik. Az ezek ellen a támadások ellen kiépített őrtornyok romjai közül még ma is több látható Galicia területén.
Az ellenséges viszony a következő évtizedekben megszűnt, és barátságos viszony alakult ki a skandináv népek és a galiciaiak között. A már a kereszténységet felvett I. Sigurd norvég király 1108 őszén Santiago de Compostelába érkezett zarándokként (a Skandináviából ide vezető „nyugati út” 8 napig tartott), de eljutott ide Svéd Szent Brigitta és Slagelsei Szent András is. A mai Norvégia, Izland, Dánia, Orkney-szigetek és Feröer-szigetek felől érkező, keresztes hadjáratra tartó skandinávok ősz elején indultak otthonról, a telet Galiciában töltötték, viszont Svédország területéről más, keleti útvonalat választottak, így az ottaniak csak a 13. században jutottak el először Galiciába. Az 1217-es keresztes hadjárat során frízekkel, flamandokkal és németekkel kiegészült seregeik mintegy 350 hajója közelítette meg A Coruña kikötőjét, ám a galiciai partokon közel egyharmaduk hajótörést szenvedett.
A galiciai zarándoklatok a skandináv kultúrában is nyomot hagytak. Santiago de Compostela jelképét, egy fésűkagylót a zarándokok magukkal is vittek hazájukba, ebből ered a kagyló gyakori megjelenése a skandináv képzőművészeti alkotásokban és több címerben is. Az is innen eredeztethető, hogy ezen északi országok számos vallási testületének és templomának védőszentje az a Szent Jakab, aki a compostelai székesegyház védőszentje is. Ugyancsak számos skandináv műalkotás ábrázolja Szent Jakabot, valamint alakja megjelenik az 1427-es skandináv unió zászlaján is, ahol a három északi ország címerével együtt látható. Galicia neve megjelenik egy középkori északi mondásban is: „nem akarnám még Galicia összes aranyáért sem”, de előfordulnak Galiciával kapcsolatos család- és helynevek is, például Andebu község Gallis nevű faluja, amelyet már 1398-ban is említettek.

## Képek

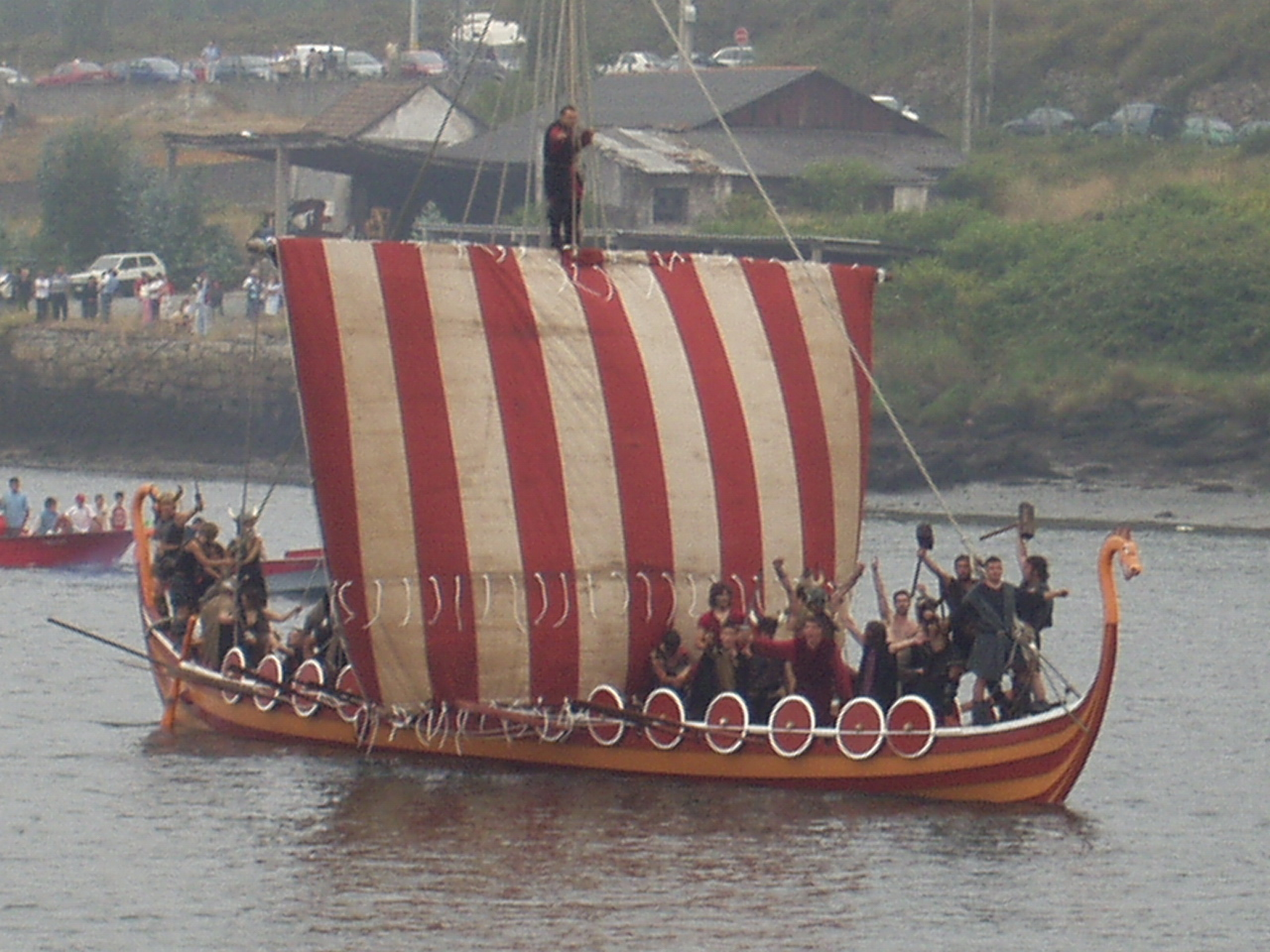
Viking hajó utánzata egy catoirai fesztiválon
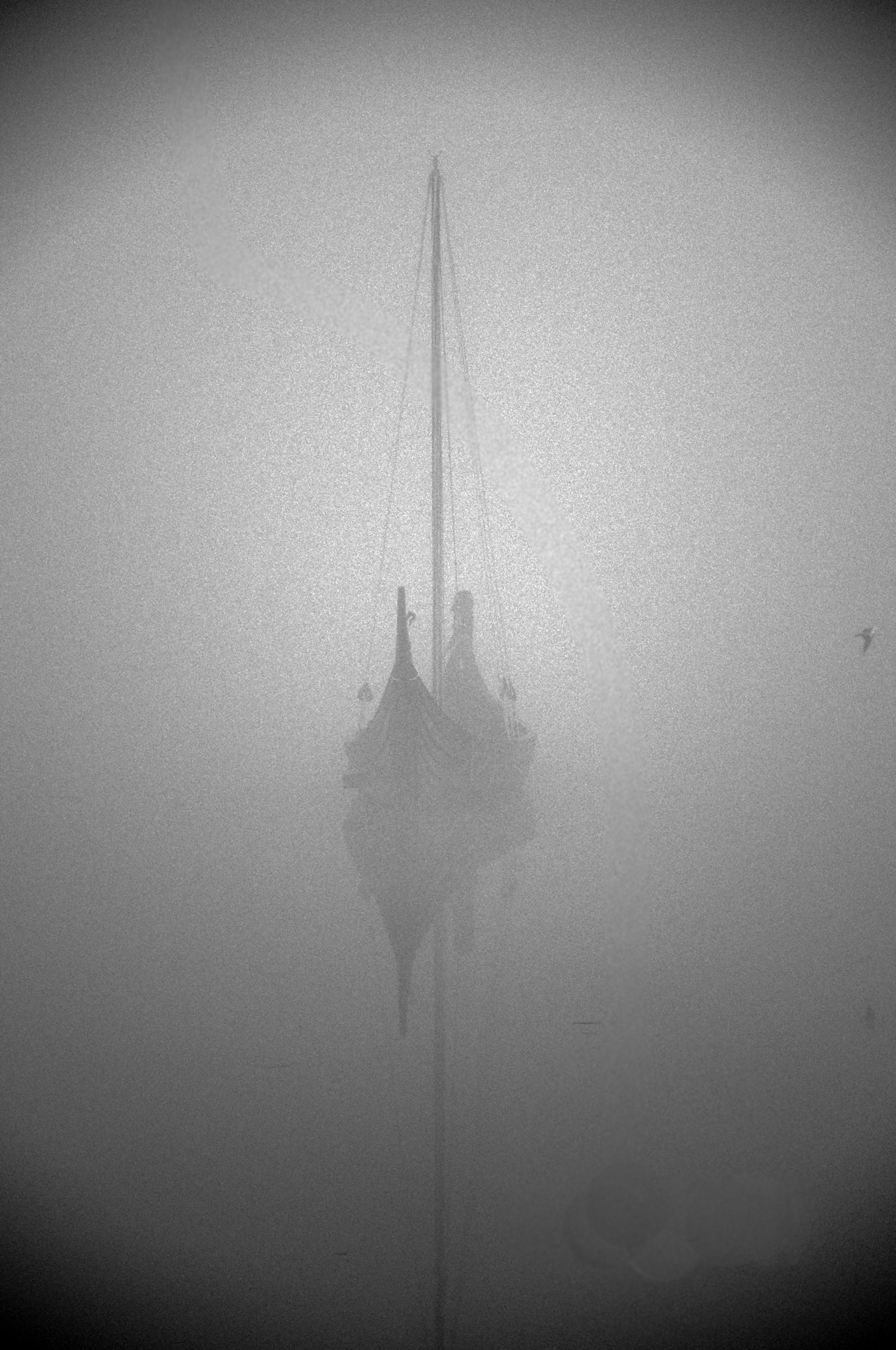
Egy viking drakkar Catoirában
Térkép a vikingek jelenlétéről Európa térségében